# Manuel Pellicer Catalán
Manuel Pellicer Catalán (Caspe, Zaragoza, 1926- Sevilla, 2018) fue un arqueólogo e historiador español, profesor del Departamento de Prehistoria y Arqueología de la Universidad de Sevilla, que lo nombró catedrático emérito.

## Biografía
En 1974, tras la marcha del profesor Antonio Blanco Freijeiro a la Universidad Complutense de Madrid, la Cátedra de Arqueología, Epigrafía y Numismática fue ocupada por Manuel Pellicer Catalán, quien por entonces era catedrático de Arqueología en la Universidad de La Laguna. 
Se había licenciado en Filosofía y Letras por la Universidad de Zaragoza (1953), realizando su tesis doctoral sobre "La Cerámica Ibérica del Valle del Ebro" (1960) bajo la dirección de Antonio Beltrán Martínez. Habiendo realizado estudios de especialización en las universidades de Bolonia, Roma, Rennes y Madrid, el Dr. Pellicer había sido profesor en las universidades de Zaragoza, Granada, Madrid y La Laguna antes de obtener la Cátedra de Sevilla. 
En 1985 el profesor Pellicer pasaría a ocupar la recién creada Cátedra de Arqueología según la organización de áreas docentes propuesta por la LRU (puesto que desempeñaría hasta 1992, momento en que, tras su jubilación, pasa a ocupar el puesto de catedrático emérito).
El Dr. Pellicer desarrolla en estos años una labor investigadora en torno a la Prehistoria Reciente y la Protohistoria de la región de Andalucía Occidental, practicando excavaciones en los sitios de Quebrantahuesos (Riotinto, Huelva) en 1975, Orippo (Dos Hermanas, Sevilla) y Cerro Macareno (San José de la Rinconada, Sevilla) en 1976, en Chinflón (Zalamea la Real, Huelva), Cueva del Parralejo (San José del Valle, Cádiz) e Itálica entre 1977 y 1978, en la Cueva de Nerja (a partir de 1979 y hasta 1987), y en Carmona (1981) y en la Mesa de Gandul (Alcalá de Guadaira, Sevilla) en 1986.
Por solo citar algunos ejemplos, es posible destacar sus estudios de hábitats neolíticos como la Cueva de Nerja (Málaga) o la Cueva de La Dehesilla (Cádiz), de asentamientos de la Edad del Cobre y de la Edad del Bronce como el Cerro de la Virgen de Orce y el Cerro del Real (Granada), o de sitios protohistóricos como la necrópolis fenicia Laurita de Almuñécar (Granada), o los sitios orientalizantes de Carmona, Cerro Macareno y El Gandul en Sevilla o Chinflón y Quebrantahuesos en Huelva. Se encuentra retirado desde 1993, en situación de Catedrático Emérito.
El Dr. Pellicer Catalán pone en marcha a comienzos de los 1980 un programa de prospecciones superficiales en Andalucía Occidental que daría lugar a una serie de Cartas Arqueológicas (la mayoría de las cuales fueron redactadas como Tesis de Licenciatura que permanecen inéditas) que han constituido hasta fecha muy reciente la base del inventario de yacimientos arqueológicos de esta región.
Casado con la también arqueóloga Pilar Acosta Martinez, nacida en Tíjola. Con ella realizaría prospecciones arqueológicas en el Alto Almanzora.